# 塞萨洛尼基军区
塞萨洛尼基军区（希臘語：θέμα Θεσσαλονίκης）是拜占庭帝国于巴尔干半岛南部的一个军区，囊括了今日的中马其顿与西马其顿地区，行政中心为帝国第二重要的城市塞萨洛尼基。

## 历史
在古典时代晚期，塞萨洛尼基为马其顿行省以及马其顿管区首府，还是伊利里亚大区的治所。随着7世纪斯拉夫人入侵，巴尔干腹地多遭沦陷，大区总督的管辖多局限于城内及其周边地区，其统辖一直持续到9世纪初期，后被新成立的塞萨洛尼基军区的将军取代。
塞萨洛尼基将军首次证实于836年，不过一封由米海尔二世（820至829年间在位）写给法兰克国王虔誠者路易的信件表明军区可能早在824年就已经存在。历史学家沃伦·崔德戈德认为军区设立时间是809年左右，即尼基弗鲁斯一世反击斯拉夫人入侵，将帝国统治推进到了塞萨洛尼基城腹地的时间。崔德戈德进一步推测道，9世纪时军区领有2,000名士兵。在东侧，军区沿斯特里蒙河以及与之同名的军区延伸；南侧毗邻希腊军区，部分与色萨利接壤；西部与北部边界随着拜占庭与当地斯拉夫部落（后与保加利亚人）的战事而时有变化。
約翰一世统治时期，曾在城内设有驻防长官，其在接替军区将军之前，似乎与之共存过一段时间。11世纪时，塞萨洛尼基公国因地理位置重要而常由皇室成员把持。第四次十字军东征中，塞萨洛尼基城及馬其頓大部分地区被拉丁人占据，成为萨洛尼卡王国的一部分，直到1224年被伊庇魯斯專制國夺回。1246年尼西亚帝国在收复塞萨洛尼基城及馬其頓大部分地区之后，重新恢复了军区。1392年，奥斯曼土耳其人侵占此地，当时军区实际上只余塞萨洛尼基城本身。1402年拜占庭重新收复此地后，塞萨洛尼基成为一名专制君主的治所，直到1423年该城向威尼斯投降。1430年，在经历了奥斯曼帝国的包围之后，塞萨洛尼基最终沦陷。

### 脚注
1. ↑  Kazhdan 1991，第2071頁; Nesbitt & Oikonomides 1991，第50頁.
2. ↑  Oikonomides 1972，第352頁.
3. 1 2 3  Kazhdan 1991，第2073頁.
4. ↑  Treadgold 1995，第29頁.
5. ↑  Treadgold 1995，第66–69頁.
6. ↑  Pertusi 1952，第168–169頁.
7. ↑  Nesbitt & Oikonomides 1991，第51頁; Treadgold 1995，第36, 114頁.
8. ↑  Kazhdan 1991，第2072–2073頁.

### 书籍
- Kazhdan, Alexander (编). . New York and Oxford: Oxford University Press. 1991. ISBN 978-0-19-504652-6.
- Nesbitt, John W.; Oikonomides, Nicolas (编). . Washington, District of Columbia: Dumbarton Oaks Research Library and Collection. 1991  [2019-03-15]. ISBN 0-88402-194-7. （原始内容存档于2019-06-11）.
- Oikonomides, Nicolas. . Paris, France: Editions du Centre National de la Recherche Scientifique. 1972  [2019-03-15]. （原始内容存档于2020-06-26） （法语）.
- Pertusi, A. . Rome, Italy: Biblioteca Apostolica Vaticana. 1952 （意大利语）.
- Treadgold, Warren T. . Stanford, California: Stanford University Press. 1995  [2019-03-15]. ISBN 0-8047-3163-2. （原始内容存档于2020-06-01）.